# 公営企業
公営企業（こうえいきぎょう）とは、地方公共団体が特別会計を設けて運営する事業である。公営企業はそれ自体が法人格を持たず、地方公共団体に帰属する。
地方財政法第6条によって一般規定が設けられ、地方公営企業法第2条の適用を受ける形態と、それ以外の形態があり、また財政再建の規定としては地方公共団体財政健全化法が適用される。法令により上水道その他の給水事業、下水道事業、電気事業、ガス事業、鉄軌道事業、自動車運送事業、船舶その他の運送事業その他について、この業態を取ることが指定されている。

## 一般行政と公営企業
一般行政は、警察や消防、学校、一般の道路の建設･整備など公共的整備を満たす活動であり、その効果を特定個人に分割して帰属させるべき性質のものではなく、したがってその費用をまかなう収入は警察や消防、道路、学校など個々の支出に関係なく、主として住民に賦課徴収される租税に求められる。

しかし、住民に対して財貨又はサービスを提供する事業（例えば、ガスや水道、バス、鉄道など）にあっては、すべての住民が同量の財貨又はサービスを受けるものではなく、かつ、その事業の効果も特定の個々人に帰属するものであることから、その財貨又はサービスの提供を受ける者がそれに要する費用を負担することが公平である。

## 公営企業の経理
地方財政法施行令第46条に定められている事業の経理は、特別会計を設けてこれを行い、当該公営企業の経営に伴う収入をもってその経費にあてる（独立採算）。
ただし、次の経費については一般会計からの繰入れによる収入をもってあてることができる(地方財政法第6条)。
- その性質上当該公営企業の経営に伴う収入をもってあてることが適当でない経費
- 当該公営企業の性質上能率的な経営を行ってもなおその経営に伴う収入のみをもってあてることが客観的に困難であると認められる経費
- 災害その他特別の事由がある場合において議会の議決を経たとき

### 財政健全化
公営企業を経営する地方公共団体の長は、毎年度、当該公営企業の前年度の決算の提出を受けた後、速やかに、資金不足比率及びその算定の基礎となる事項を記載した書類を監査委員の審査に付し、その意見を付けて当該資金不足比率を議会に報告し、かつ、当該資金不足比率を公表しなければならない（財政健全化法第22条）。
資金不足比率が20%以上を超えた場合、地方公共団体の長は、その年度末までに「経営健全化計画」を定めなければならない（財政健全化法第23条）。

## 政令で定める公営企業
地方財政法施行令第46条
- 水道事業
- 工業用水道事業
- 交通事業
- 電気事業
- ガス事業
- 簡易水道事業
- 港湾整備事業（埋立事業並びに荷役機械、上屋、倉庫、貯木場及び船舶の離着岸を補助するための船舶を使用させる事業に限る。）
- 病院事業
- 市場事業
- と畜場事業
- 観光施設事業
- 宅地造成事業
- 公共下水道事業

## 地方公営企業
上記の公営企業のうち、水道事業（簡易水道事業は除く。）、工業用水道事業、交通事業（鉄軌道および自動車運送（バス）事業）、電気事業、ガス事業については、地方自治法、地方公務員法の特例を定めた地方公営企業法、地方公営企業等の労働関係に関する法律の適用を受けている。公営企業は、一般行政部門のなかで、特別会計を設け運営されることが多いが、地方公営企業法に定められた事業については、一般行政部門から切り離された組織（公営企業体）となる。